# Internationale Hydrografische Organisation

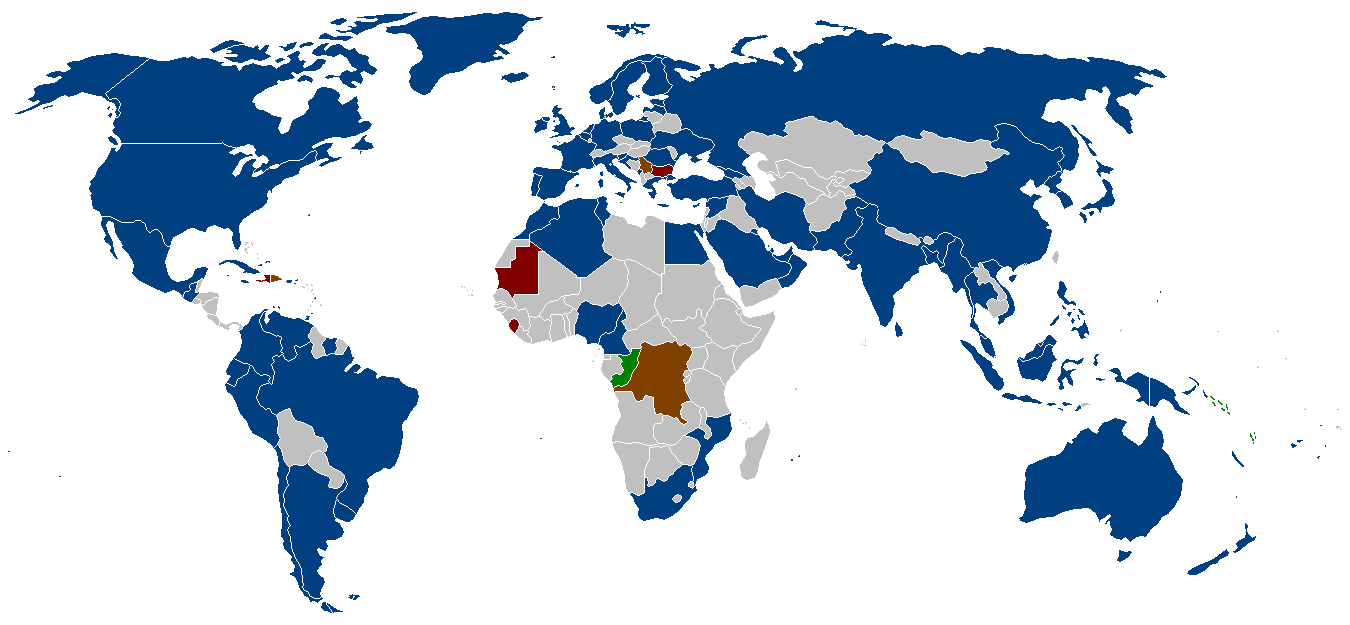
Mitgliedsstaaten der IHO

Die International Hydrographic Organization (IHO; französisch « Organisation hydrographique internationale », OHI; deutsch Internationale Hydrographische Organisation) wurde 1921 als ständige Einrichtung unter dem Namen International Hydrographic Bureau (IHB; französisch « Bureau hydrographique international », BHI; deutsch Internationales Hydrographisches Büro) von 18 Staaten gegründet. Auf Einladung des seefahrts- und forschungsbegeisterten Prinzen Albert I. wurde der Sitz in Monaco eingerichtet. Die jetzige Bezeichnung besteht seit 1970, IHB bezeichnet seither das in Monaco eingerichtete Sekretariat der Organisation. Nach Inkrafttreten der überarbeiteten Konvention der Organisation am 8. November 2016 wurde diese Bezeichnung des Sekretariats aufgegeben.
Die IHO hat im Jahr 2022 97 Mitgliedsstaaten, deren Repräsentanten (die Leiter der nationalen hydrographischen Institutionen) sich in Dreijahresabständen zur Vollversammlung in Monaco treffen. Der 2017 eingerichtete Rat (englisch Council) wird aus einem Drittel bzw. mindestens 30 der Mitgliedsstaaten gebildet und tagt mindestens jährlich zwischen den Vollversammlungen.
Publikationen der IHO werden auf Englisch und Französisch, manche auch auf Spanisch aufgelegt.

## Zielsetzung
- Koordination der Aktivitäten nationaler hydrographischer Institutionen
- Schaffung von Normen für die möglichst einheitliche Erstellung nautischer Dokumente und Seekarten (einschließlich elektronischer Ausgaben)
- Entwicklung und Optimierung zuverlässiger hydrographischer Vermessungsmethoden
- Wissenschaftliche Weiterentwicklung der Ozeanografie.
- Daten zu Meeresumweltschutz, Küstenzonenmanagement und maritime Raumordnung[2]

## INT
INT bezeichnet Seekarten, die gemäß dem Normungsvorschlag der Publikation M-4 der IHO gestaltet wurden. Dieser enthält Vorgaben für Farbgebung, Kartenzeichen, Beschriftung (Nomenklatur) von Seekarten und ermöglicht die Nutzung von Ausgaben beliebiger hydrographischer Institute nebeneinander. Karten, die diesem Standard entsprechen, sind am violetten Aufdruck INT…(gefolgt von der internationalen Identifikationsnummer des Werkes) am oberen und unteren Kartenrand kenntlich.
Die Idee zu einem die gesamte Welt abdeckenden INT-Seekartensatz wurde 1971 aufgegriffen. Vollständig umgesetzt ist die Idee bisher für kleinmaßstäbige Karten (1:10.000.000 und 1:3.500.000), INT-Karten in größeren Maßstäben existieren bereits für sehr viele Seegebiete.
Die deutsche Karte 1 (INT 1) enthält sämtliche in internationalen Karten des Bundesamtes für Seeschifffahrt und Hydrographie (BSH) verwendeten Zeichen und Abkürzungen, darüber hinaus auch alle, die in vom BSH herausgegebenen nationalen Karten Anwendung finden.

## Mitgliedsstaaten
Die IHO hat folgende Mitgliedsstaaten mit eigener Hydrographischer Organisation:
| Land                         | Hydrographische Organisation                                        | Abkürzung | Status    |
| ---------------------------- | ------------------------------------------------------------------- | --------- | --------- |
| Ägypten                      | Egyptian Navy Hydrographic Dept                                     | ENHD      |           |
| Algerien                     | Hydrographic Service of Naval Forces                                |           |           |
| Angola                       |                                                                     |           |           |
| Argentinien                  | Servicio de Hidrografía Naval                                       |           |           |
| Australien                   | Australian Hydrographic Service                                     |           |           |
| Bahrain                      | Hydrographic Survey Directorate                                     |           |           |
| Bangladesh                   | Directorate of Hydrography                                          |           |           |
| Belgien                      | Vlaamse Hydrografie                                                 |           |           |
| Brasilien                    | Directorate of Hydrography and Navigation                           |           |           |
| Brunei Darussalam            |                                                                     |           |           |
| Bulgarien                    |                                                                     |           |           |
| Chile                        | Servicio Hidrográfico y Oceanográfico de la Armada                  |           |           |
| China                        | Maritime Safety Administration                                      | MSA       |           |
| Dänemark                     | Geodatastyrelsen                                                    | GST       |           |
| Deutschland                  | Bundesamt für Seeschiffahrt und Hydrographie                        | BSH       |           |
| Dominikanische Republik      | Instituto Cartográfico Militar                                      |           | schwebend |
| Ecuador                      | Instituto Oceanográfico de la Armada                                |           |           |
| Estland                      | Estonian Maritime Administration EMA                                | EMA       |           |
| Fidschi                      |                                                                     |           |           |
| Finnland                     | Hydrographic Office of Finnish Transport Agency                     |           |           |
| Frankreich                   | Service hydrographique et océanographique de la Marine              | SHOM      |           |
| Griechenland                 | Hellenic Navy Hydrographic Service                                  |           |           |
| Georgien                     |                                                                     |           |           |
| Guatemala                    |                                                                     |           |           |
| Guyana                       |                                                                     |           |           |
| Island                       | Islandic Coast Guard                                                |           |           |
| Indien                       | National Hydrographic Office                                        |           |           |
| Indonesien                   | Dinas Hidro-Oseanografi                                             | DISHIDROS |           |
| Iran                         | Ports and Maritime Organization PMO                                 | PMO       |           |
| Irak                         |                                                                     |           |           |
| Irland                       | Marine Survey office                                                |           |           |
| Italien                      | Istituto Idrografico Della Marina                                   |           |           |
| Jamaika                      | Surveys And Mapping Division                                        |           |           |
| Japan                        | Hydrographic and Oceanographic Department                           |           |           |
| Kanada                       | Canadian Hydrographic Service                                       |           |           |
| Kamerun                      | Port Autonome de Douala                                             | PAD       |           |
| Katar                        |                                                                     |           |           |
| Kenia                        |                                                                     |           |           |
| Kolumbien                    | Dirección General Marítima                                          |           |           |
| Kongo                        | Direction de la Marine et des Voies Navigables                      |           | schwebend |
| Kroatien                     | Hrvatski Hidrografski Institut                                      |           |           |
| Kuba                         | Oficina Nacional de Hidrografía y Geodesia                          |           |           |
| Kuwait                       |                                                                     |           |           |
| Lettland                     |                                                                     |           |           |
| Libanon                      |                                                                     |           |           |
| Malaysia                     | National Hydrographic Centre                                        | NHC       |           |
| Malta                        |                                                                     |           |           |
| Marokko                      | Division Hydrographie, Océanographie et Cartographie                | DHOC      |           |
| Mauritius                    |                                                                     |           |           |
| Mexiko                       |                                                                     |           |           |
| Monaco                       | Direction des Affaires Maritimes                                    |           |           |
| Montenegro                   | Institute of Hydrometeorology and Seismology of Montenegro          |           |           |
| Mosambik                     | Instituto Nacional de Hidrografia E Navegação                       |           |           |
| Myanmar                      | Myanmar Naval Hydrographic Centre                                   | NNHC      |           |
| Niederlande                  | Hydrographic Service                                                |           |           |
| Neuseeland                   | Land Information New Zealand                                        | LINZ      |           |
| Nigeria                      | Nigerian Navy Hydrographic Office                                   |           |           |
| Nordkorea                    |                                                                     |           |           |
| Norwegen                     | Norwegian Mapping Authority                                         |           |           |
| Oman                         | National Hydrographic Office Royal Navy of Oman                     |           |           |
| Pakistan                     | Hydrographic Department Naval Headquarters                          |           |           |
| Papua-Neuguinea              | Papua New Guinea Hyd. Service                                       |           |           |
| Peru                         | Dirección de Hidrografía y Navegación                               |           |           |
| Philippinen                  | National Mapping and Resource Information Authority                 |           |           |
| Polen                        | Hydrographic Office of the Polish Navy                              |           |           |
| Portugal                     | Instituto Hidrográfico                                              |           |           |
| Rumänien                     | Hydrographic Section                                                |           |           |
| Russland                     | Department of Navigation and Oceanography                           |           |           |
| Samoa                        |                                                                     |           |           |
| Salomon-Inseln               |                                                                     |           |           |
| Saudi-Arabien                | General Commission for Survey                                       | GCS       |           |
| Serbien                      |                                                                     |           | schwebend |
| Seychellen                   |                                                                     |           |           |
| Singapur                     | Hydrographic Department of Maritime and Port Authority of Singapore |           |           |
| Slowenien                    |                                                                     | MZP       |           |
| Südafrika                    | Hydrographic Office                                                 |           |           |
| Südkorea                     | Korea Hydrographic and Oceanographic Administration                 | KHOA      |           |
| Spanien                      | Instituto Hidrográfico de la Marina                                 | IHM       |           |
| Sri Lanka                    | National Hydrographic Office                                        |           |           |
| Suriname                     | Maritieme Autoriteit Suriname                                       | MAS       |           |
| Schweden                     | Sjöfartsverket                                                      |           |           |
| Syrien                       | General Directorate Of Ports                                        |           |           |
| Thailand                     | Hydrographic Department of Royal Thai Navy                          |           |           |
| Tonga                        |                                                                     |           |           |
| Trinidad und Tobago          | The Hydrographic Unit                                               |           |           |
| Tunesien                     | Centre Hydrographique et Océanographique de la marine nationale     |           |           |
| Türkei                       | Hidrografi Ve Osinografi Dairesi Baskanligi                         |           |           |
| Ukraine                      | State Hydrographic Service of Ukraine                               |           |           |
| Vereinigte Arabische Emirate |                                                                     |           |           |
| Vereinigtes Königreich       | United Kingdom Hydrographic Office                                  | UKHO      |           |
| Vereinigte Staaten           | NOAA Office of Coast Survey (OCS/NOS)                               | NOAA      |           |
| Uruguay                      | Servicio de Oceanografía, Hidrografía y Meteorología de la Armada   | SOHMA     |           |
| Vanuatu                      |                                                                     |           |           |
| Venezuela                    | Dirección de Hidrografía Y Navegación                               | DHN       |           |
| Vietnam                      |                                                                     |           |           |
| Zypern                       |                                                                     |           |           |